# اومولوی
اومولوی (به لاتین: Omoloy) یک رود در روسیه است که در یاقوتستان واقع شده‌است.